# Malko Asenovo, Haskovo
Malko Asenovo (în bulgară Малко Асеново) este un sat în comuna Dimitrovgrad, regiunea Haskovo,  Bulgaria. 

## Demografie
Componența etnică a satului Malko Asenovo
     Bulgari (98,33%)
     Nicio identificare (1,66%)
     Altele (0%)
La recensământul din 2011, populația satului Malko Asenovo era de 120 locuitori. Din punct de vedere etnic, majoritatea locuitorilor (98,33%) erau bulgari. Pentru 1,66% din locuitori nu este cunoscută apartenența etnică.